# کارل فردریک تیتگن
کارل فردریک تیتگن (انگلیسی: Carl Frederik Tietgen; ۱۹ مارس ۱۸۲۹ – ۱۹ اکتبر ۱۹۰۱) کارآفرین، صنعتگر، آبجوساز و ملاک اهل دانمارک بود.